# Dino Frescobaldi
(A. Vannucci, Storia del sonetto italiano corredata di cenni biografici e di note storiche.., Prato, 1839.)
Dino Frescobaldi (Firenze, 1271 – 1316 circa) è stato un poeta italiano.
Personaggio molto vicino a Dante Alighieri, è considerato uno dei maggiori esponenti dello stilnovismo: viene citato e lodato da Pietro Bembo e Boccaccio come assai famoso poeta stilnovista. Figlio di Lambertuccio Frescobaldi, era un discendente della ricca famiglia fiorentina dei Frescobaldi, dedita al commercio.
Essendo molto apprezzato dai contemporanei, i suoi sonetti e le sue canzoni sono circolate in grande numero, quindi il corpus è piuttosto vasto. Amico di Dante, nel 1305, secondo la leggenda tramandata da Boccaccio, mandò egli stesso al marchese Moroello Malaspina, presso cui alloggiava Dante, i primi sette canti della Divina Commedia, pregando Dante che continuasse l'opera..
Dino Frescobaldi fu padre del poeta Matteo Frescobaldi.

## Opere
Sonetti
- Lodi della sua Donna
- La sua Donna è divenuta una stella nel Cielo d'Amore